# Пасечник (картина Крамского)
«Па́сечник» — картина русского художника Ивана Крамского (1837—1887), написанная в 1872 году. Она является частью собрания Государственной Третьяковской галереи (инв. 5240). Размер картины — 63,5 × 49,2 см.
В письмах Крамского, на первых выставках и в каталогах также использовались другие названия для этой картины — «Старик на пчельнике», «Стар стал» и «На пасеке».

## История
Картина была представлена на 3-й выставке Товарищества передвижных художественных выставок («передвижников») в Санкт-Петербурге в 1874 году.
Картина была приобретена у автора Козьмой Солдатёнковым и стала частью его коллекции. В 1901 году, после смерти Козьмы Солдатёнкова, по его завещанию картина была передана в Румянцевский музей, из которого в 1925 году она перешла в собрание Государственной Третьяковской галереи.

## Описание
Картина «Пасечник» принадлежит к серии крестьянских портретов Крамского, к которым, кроме неё, относятся «Мельник» (1873, ГРМ), «Полесовщик» (1874, ГТГ), «Созерцатель» (1876, КМРИ), «Мина Моисеев» (1882, ГРМ) и другие работы.
На картине изображён старик-пасечник, присевший отдохнуть. В руках у него коса, а за спиной — пасека с ульями для пчёл. Чувствуется, что, несмотря на старость, работа на пасеке является смыслом его жизни. Оптимистический настрой подчёркивается светлыми красками солнечного летнего пейзажа.
В творчестве Крамского эта картина стала «одним из первых натурных изображений, созданных непосредственно на фоне пейзажа».

## Отзывы и критика
Писатель Владимир Порудоминский так писал об этой картине в своей книге о Крамском:
Пасечник: светлый («просветлил господь») старичок на лугу среди колод ульев; кругом цветы душистые, высокие травы, а он в белой рубахе, присел с косой («Стар стал» — другое название картины) — всё, прожита жизнь, волосы посеребрила, натрудила руки, согнула плечи, благость старичка от бессилия, ушел в думу, что-то далёкое, несегодняшнее густой травой выбилось в памяти; не подняться мужичку, не взмахнуть косой.